# Cyrtandra gjellerupii
Cyrtandra gjellerupii är en tvåhjärtbladig växtart som beskrevs av Carl Karl Adolf Georg Lauterbach. Cyrtandra gjellerupii ingår i släktet Cyrtandra och familjen Gesneriaceae.

## Underarter
Arten delas in i följande underarter:
- C. g. gjellerupii
- C. g. wappeensis